# Right by My Side
«Right by My Side» es una canción interpretada por la rapera, compositora y cantante trinitense, Nicki Minaj y el cantante estadounidense de R&B Chris Brown de su segundo álbum de estudio Pink Friday: Roman Reloaded. Fue lanzada el 27 de marzo de 2012 bajo los sellos Young Money Entertainment, Cash Money Records y Republic Records como segundo sencillo del álbum. La canción fue escrita por Minaj, Andrew Wansel, Warren Felder, Ester Dean, Jameel Roberts, Ronald "Flippa" Colson, y producida por Andrew "Pop" Wansel y Oak.
Musicalmente «Right by My Side» es una canción balada optimista infundida con elementos del género R&B y hip hop. Ha sido comparada en gran medida con otras canciones, como «No Air», de Jordin Sparks donde Brown también colabora, «You da One» de la cantante barbadense Rihanna, e incluso con una propia pista de Minaj, «Right Thru Me». La canción recibió críticas generalmente positivas desde un estilo “Burbujeante”, así como una producción de alta calidad. Minaj cantó la canción en vivo por primera vez en 106&Park el 3 de abril de 2012. Además, realizó una aparición sorpresa en el lanzamiento del Nokia Lumia 900 en Times Square el día 6 del mismo mes, donde también la interpretó.

## Antecedentes y desarrollo

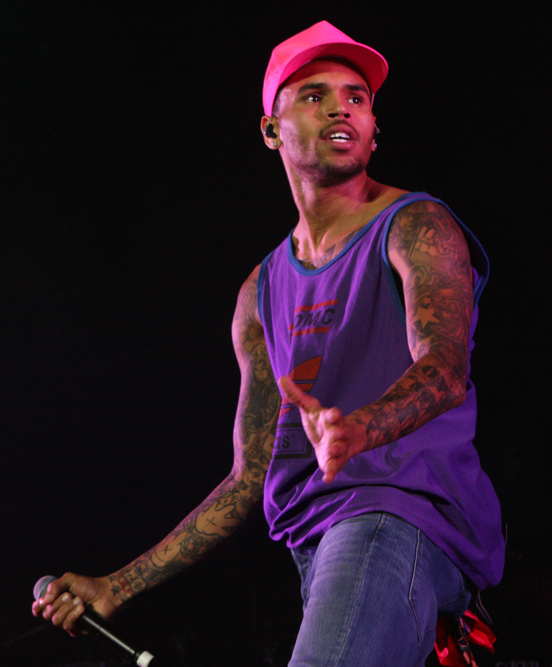
Chris Brown (en la foto) aparece en la canción.

El día 20 de marzo de 2012, la canción fue publicada por Minaj en SoundCloud compartiendo el mismo en su página oficial. En una entrevista con Ryan Seacrest, Minaj dijo sobre la canción: "Estaba en la finalización del álbum y yo quería algo más melódico para poder darle a la radio urbana y que la radio pop pudiese disfrutar también. Yo tuve la canción como 3 meses sentada en mi computadora y luego dije: ¿Sabes qué? Esto suena como un verano, un R&B clásico y yo no podía oír a nadie más en ella menos a Chris Brown. Así que me acerqué a Ester Dean y yo dije ¿Podrías escribir algo para Chris Brown? Porque ella es increíble con la composición, y sobre todo por su voz, ella tiene una gran habilidad para escribir en su tono, y me lo envió, amé eso porqué todos han tenido una relación al igual de lo que esta hablando la canción, [por lo que] escribí mi rap, porque estoy rapeando y cantando en la canción y cuando pusimos todo junto y dejamos que la gente lo escuchara, todo el mundo estaba como 'Esto es un éxito que hay que liberar lo más antes posible'".

## Música y composición
Minaj escribió «Right by My Side» junto a los productores Andrew Wansel, Warren Felder además de también contar con la composición adicional de Ester Dean (quien se encargó en su mayoría de los versos de Chris Brown), Jameel Roberts y Ronald "Flippa" Colson. «Right by My Side» es una canción optimista con un downtempo balada. La canción es influenciada fuertemente por ritmos pop, R&B, hip hop soul y Rap, y ofrece una producción "brillante" y "burbujeante". Algunos críticos encontraron similitudes entre la canción de Minaj y canciones de otras artistas femeninas de R&B, específicamente Justin Ray y Andrew Hampp de Billboard junto con Robbie Daw de Idolator encontraron las líricas y el tema muy similar a Jordin Sparks con «No Air» (sencillo el cual también tuvo la participación vocal de Chris Brown). Andrew Unterberger de Popdusty encontró que la canción era como una versión mejorada de «You Da One» de Rihanna.

## Comentarios de la crítica
«Right by My Side», recibió comentarios generalmente mixtos por parte de los críticos, complementando con un poco de su producción. Andrew Hampp de la revista Billboard dijo que la canción sonaba "musicalmente similar a «No Air» de Jordin Sparks con Chris Brown", al mismo tiempo que felicitó a Minaj por bajar la fuerte actitud. Jesal Padania de Rap Reviews criticó la canción por ser débil, así como también añadió comentarios sobre la decisión de lanzarlo como un sencillo, diciendo: "Supongo que elijan poder de las estrellas sobre la calidad de estrella". Andrew Martin de Prefix Magazine estaba decepcionado de que en la canción no fuese un rap, y lo llamó "balada suave como infierno". En un artículo separado, Justin Ray de Billboard dio una revisión positiva a la canción y elogió especialmente el verso de Brown. Common Sence Media llamó la canción un "dúo obsceno con Chris Brown que es una balada pop rap optimista". Marc Hogan de Spin dio una crítica mixta a la canción apuntando que es favorable la versatilidad de Minaj como rapera y cantante, sin embargo criticó el fuerte cambió de estilo el cual presentaba en el álbum Pink Friday: Roman Reloaded dando a «Right by My Side» como un claro ejemplo declarando: "Es una transición discordante que muestra el cambio de artista de "Old Nicki" a una nueva Nicki en su menos favorable luz", sin embargo el elogio fue en su mayoría al vídeo musical. Amy Sciarretto de PopCrush elogió la canción, dándole una calificación de 4.5/5 estrellas, además declaró "[la canción] muestra a Nicki como una mujer líder y vulnerable" también felicitó la reservación del rap de Minaj en el final además de los tonos melódicos de la rapera para el sencillo. Robbie Daw de Idolator también comparó la canción con «No Air» felicitando el trabajo de Minaj y Brown en la misma.

## Rendimiento comercial
Luego de ser lanzado, «Right by My Side» entró en el Hot R&B/Hip-Hop Songs de los Estados Unidos en la posición 52 durante su semana debut, para luego alcanzar la posición 21 como su mayor puesto en el listado de Billboard. «Right by My Side» debutó en la posición 51 del Billboard Hot 100 siendo ese su mayor posición en el listado. La canción también alcanzó la posición 70 del UK Singles Chart durante la semana del 17 de junio de 2012. Así mismo «Right by My Side» apareció en el listado de Francia y Brasil en las posiciones 122 y 22, respectivamente.

## Vídeo musical
El rodaje del vídeo musical comenzó el 28 de abril de 2012, y terminó en la mañana siguiente. El vídeo cuenta con la participación especial del rapero Nas como la pareja de Minaj. Para el vídeo, Minaj utiliza una peluca rubia y múltiples cambios de vestuarios. El vídeo consiste principalmente en el dúo disfrutando de la compañía del otro con escenas como yendo de compra juntos, cogidos de las manos, abrazándose o Nicki saltando en los brazos de Nas con alegría. También hay escenas donde se ver a Chris Brown cantando, también de Brown y Minaj cantanto juntos frente a un fondo gris y a Nicki en una columna junto a Nas mientras interpreta el rap de la canción. El vídeo musical que fue dirigido por Benny Boom, fue lanzado el 16 de mayo de 2012 en la cuenta de VEVO de la rapera en YouTube.

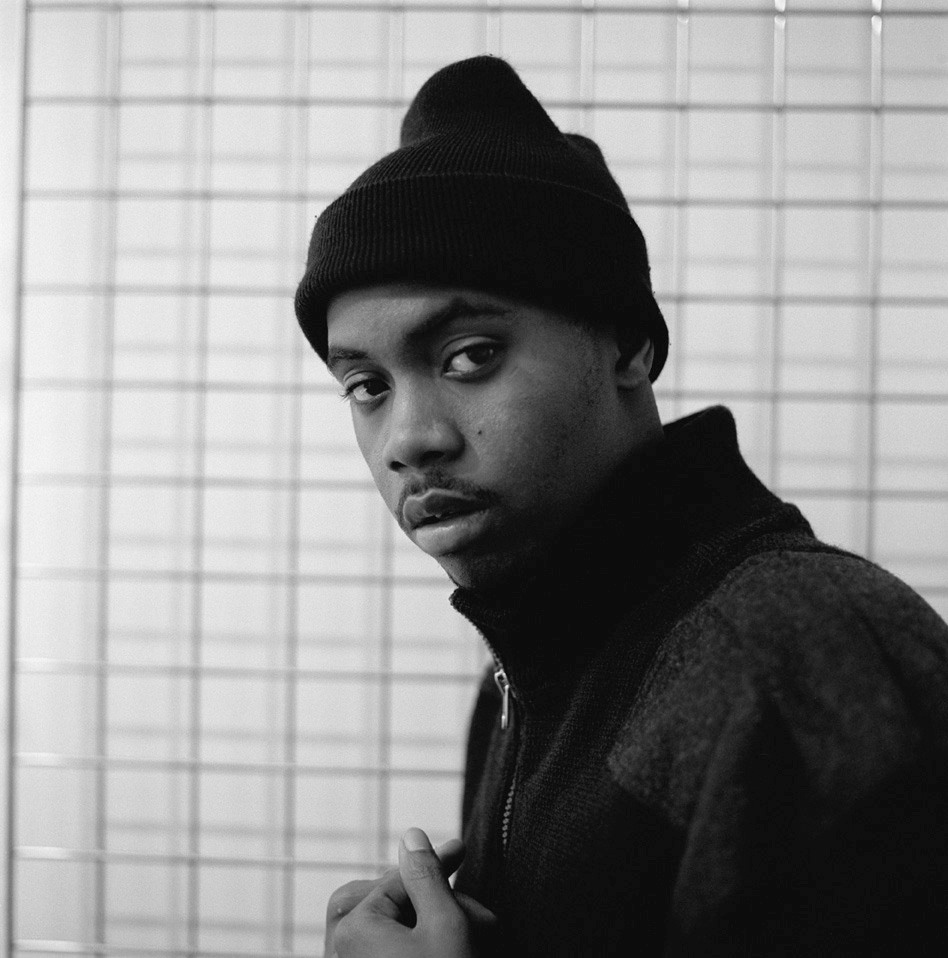
El rapero Nas coprotagoniza el vídeo.

### Antecedentes
El día 5 de abril de 2012 un fan le preguntó a Minaj cual sería el próximo vídeo que grabaría a lo que ella le respondió «Right by My Side». Más fanáticos estuvieron preguntando de cuando sería el lanzamiento del vídeo a lo que ella daba insinuaciones que el mismo sería filmado en abril. Tal como apuntó Minaj el rodaje duró dos días siendo el 28 y 29 de abril. Dos días antes de ser estrenado oficialmente el vídeo, Nicki subió un adelanto del vídeo la cual se trataba de una captura del mismo. En la imagen se mostraba a Minaj abrazando a Chris Brown. El vídeo se estrenó oficialmente el día 16 de mayo mediante BET, Fuse, MTV Jams, MTV Hits, MtvU a las 6:56 p. m. para después ser subido a VEVO a las 7:00 p. m.

## Interpretaciones en directo
El 3 de abril de 2012, Minaj interpretó el sencillo en vivo por primera vez en 106&Park junto con las canciones «Beez in the Trap», «Roman Reloaded», «HOV Lane», «I Am Your Leader», «Champion», y «Fire Burns». También sorprendió a los fanáticos por interpretar el sencillo para el lanzamiento del Nokia Lumia 900 en el Times Square el 6 de abril de 2012. Minaj interpretó la canción realizando un mash-up con su sencillo «Starships» en el programa The Ellen DeGeneres Show el día 10 de mayo de 2012. El día 23 de junio de 2012, Minaj interpretó «Right by My Side» en vivo durante la Radio 1's Hackney Weekend como parte del listado de canciones que actuó en el escenario.

## Lista de canciones
- Descarga Digital — Versión explícita

| N.º | Título                               | Duración |  |
| 1.  | «Right by My Side» (con Chris Brown) | 4:25     |  |

- Descarga Digital — Versión censurada

| N.º | Título                               | Duración |  |
| 1.  | «Right by My Side» (con Chris Brown) | 4:25     |  |

## Posicionamiento en listas
| País           | Lista                 | Mejor posición |         |
| 2012–13        | 2012–13               | 2012–13        | 2012–13 |
| -------------- | --------------------- | -------------- | ------- |
| Brasil         | ABPD                  | 22             |         |
| Estados Unidos | Hot Digital Songs     | 28             |         |
| Estados Unidos | Billboard Hot 100     | 51             |         |
| Estados Unidos | MySpace Songs         | 20             |         |
| Estados Unidos | Hot R&B/Hip-Hop Songs | 21             |         |
| Estados Unidos | Radio Songs           | 54             |         |
| Estados Unidos | Rhythmic Songs        | 17             |         |
| Estados Unidos | Ringtones             | 27             |         |
| Francia        | SNEP Singles Chart    | 122            |         |
| Reino Unido    | UK Singles Chart      | 70             |         |

| País           | Lista                 | Posición |      |
| 2012           | 2012                  | 2012     | 2012 |
| -------------- | --------------------- | -------- | ---- |
| Estados Unidos | Hot R&B/Hip-Hop Songs | 77       |      |

## Premios y nominaciones
| Año  | Premiación     | Categoría                       | Resultado |
| ---- | -------------- | ------------------------------- | --------- |
| 2012 | VEVO Certified | 100 millones de visualizaciones | Ganador   |

## Créditos y personal
Lugares de grabación
- Grabación en Conway Recording Studios, Los Ángeles California
- Mezclado en Conway Recording Studios, Los Ángeles California

Personal
| - Onika Maraj – Intérprete, compositor (a) - Andrew Wansel – Compositor, productor - Warren Felder – Compositor, productor - Ester Dean – Compositor (a) - Jameel Roberts – Compositor, coproductor | - Ronald Colson – Compositor, coproductor - Ariel Chobaz – Grabador, mezclador - Trevor Muzzy – Grabador - Jon Sher – Asistente de grabación, asistente de mezcla - Producción y coordinación por: Donnie Meadows & Tanisha Broadwater |

 Créditos adaptados por las líneas de Pink Friday: Roman Reloaded

## Historial de lanzamiento
| País           | Fecha               | Formato (s)             |
| -------------- | ------------------- | ----------------------- |
| Estados Unidos | 27 de marzo de 2012 | Radio Urbana y Rhythmic |